# Ungerhausen

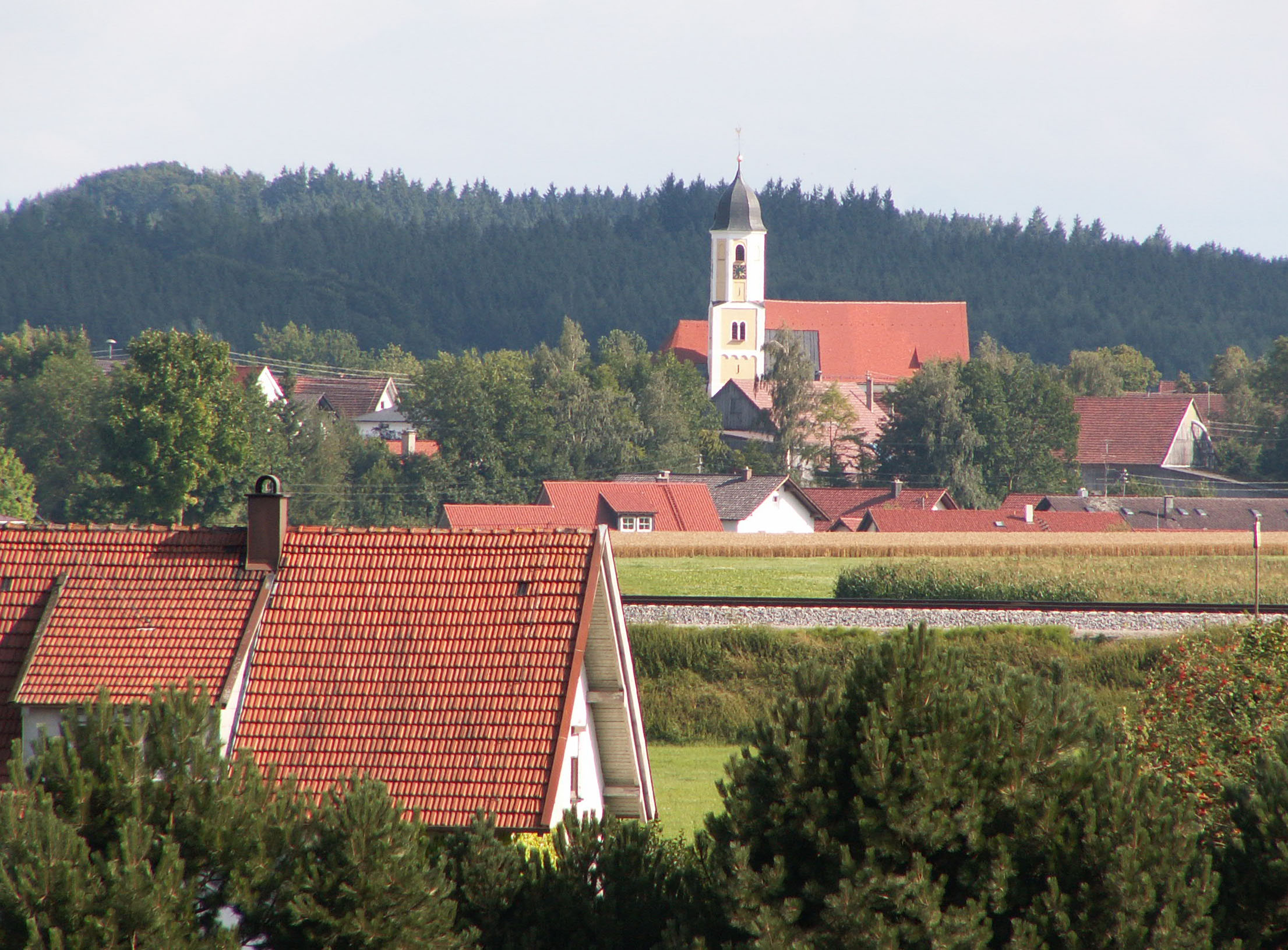
Ungerhausen von Norden

Ungerhausen ist eine Gemeinde im schwäbischen Landkreis Unterallgäu. Die Gemeinde ist Mitglied der Verwaltungsgemeinschaft Memmingerberg.

## Geografie
Das Kirchdorf Ungerhausen liegt etwa acht Kilometer östlich von Memmingen in der Region Donau-Iller in Mittelschwaben. Der Ungerhauser Wald ist ein gemeindefreies Gebiet und gehört nicht zur Gemeinde.
Das Gemeindegebiet besteht nur aus dem der Gemarkung Ungerhausen. Außer Ungerhausen gibt es keine weiteren Gemeindeteile.

## Geschichte

### Bis zur Gemeindegründung
Ungerhausen ist aus einem Maierhof entstanden; die ersten Häuser wurden am Hungerbach erbaut. Es sollen etwa fünfzehn Gebäude gewesen sein, dazu eine gotische Kirche, deren Chor aus dem 15. Jahrhundert noch als St.-Johann-Kapelle etwa 500 m südwestlich vom Dorf auf freiem Feld steht.
 972 wurde das Dorf erstmals urkundlich erwähnt mit dem Namen „Husen“. Gesichertes Quellenmaterial für die Besitzverhältnisse in Ungerhausen bieten aber erst die Urkunden des 14. Jahrhunderts, die eine planmäßige Erwerbspolitik des Memminger Spitals erkennen lassen. 1430 erwarb das Oberhospital das Vogtrecht aus dem Zehnten und dem Widdum. Zwischen 1415 und 1466 hatte sich auch das Kloster Ottobeuren in Ungerhausen festgesetzt. Vorübergehend war die Reichsstadt Memmingen Herrschaftsinhaber des Dorfes, das 1503 für fast ein Jahrhundert in den Besitz der Patrizierfamilie Vöhlin überging. 1594 erwarb Ottobeuren das Dorf Ungerhausen mit allen niedergerichtlichen Rechten um 55.200 Gulden.
 Etwa zwei Dutzend bäuerliche Anwesen des Dorfes bestehen seit etwa 1600, mehrere seit dem 17./18. Jahrhundert. Die alte Pfarrkirche St. Johann Baptist wurde 1733 bis auf den spätmittelalterlichen Chor abgerissen. Die Grundsteinlegung zum Neubau nach dem Plan von Simpert Kraemer erfolgte 1734. Vier Jahre später wurde die Kirche eingeweiht. Seit dem Reichsdeputationshauptschluss von 1803 gehört der Ort zu Bayern. Im Jahr 1818 wurde die politische Gemeinde gegründet.

### Einwohnerentwicklung
| Jahr      | 1961 | 1970 | 1987 | 1991 | 1995 | 2000 | 2005 | 2010 | 2015 |
| Einwohner | 0618 | 0724 | 0954 | 0959 | 0997 | 1032 | 1062 | 1004 | 1079 |

Zwischen 1988 und 2018 wuchs die Gemeinde von 945 auf 1122 um 177 Einwohner bzw. um 18,7 %.

## Politik

### Bürgermeister
Erster Bürgermeister ist seit 8. März 2016 Josef Fickler (* 1954) (FW); dieser wurde am 15. März 2020 mit 97,8 % der Stimmen wieder gewählt. Der Vorgänger Hans Dauner war nur von 2014 bis 2016 im Amt. Dessen Amtsvorgänger war Michael Botzenhart, der seit 1996 amtierte.

### Gemeinderat
Bei der Wahl am 15. März 2020 lag nur der gemeinsame Wahlvorschlag von Freien Wählern und Freier Wählergemeinschaft vor, auf die alle zwölf Sitze im Gemeinderat entfielen. Auch in der Amtszeit 2014 bis 2020 bestand das Gremium aus zwölf Vertretern von Freien Wähler/Freier Wählergemeinschaft.

### Wappen
| Wappen von Ungerhausen | Blasonierung: „Über silbernem Schildfuß, darin ein mit drei silbernen Großbuchstaben P belegter schwarzer Balken, gespalten von Rot und Schwarz, vorne ein halber golden bewehrter silberner Adler am Spalt, hinten eine goldene Rosette.“ |
| Wappen von Ungerhausen | Wappenbegründung: Seit dem Mittelalter ist im Gemeindegebiet das Kloster Ottobeuren als Grundherr und Gerichtsherr nachweisbar. 1748 erwarb die Abtei den Blutbann und damit die hohe Gerichtsbarkeit. Der Adler und die Rosette sind dem Wappen der Abtei Ottobeuren entnommen. Der Balken mit den drei Großbuchstaben „P“ im unteren Teil des Wappens erinnert an die Memminger Patrizierfamilie Vöhlin, die im 16. Jahrhundert zeitweise als Ortsherr in Ungerhausen nachweisbar ist. Der Entwurf und die Gestaltung stammen vom Freisinger Theodor Goerge. Das Wappen wurde am 11. Mai 1984 durch Bescheid der Regierung von Schwaben genehmigt. |

### Flagge
Die Flagge ist schwarz–gelb–rot (1:1:1) gestreift.

## Baudenkmäler

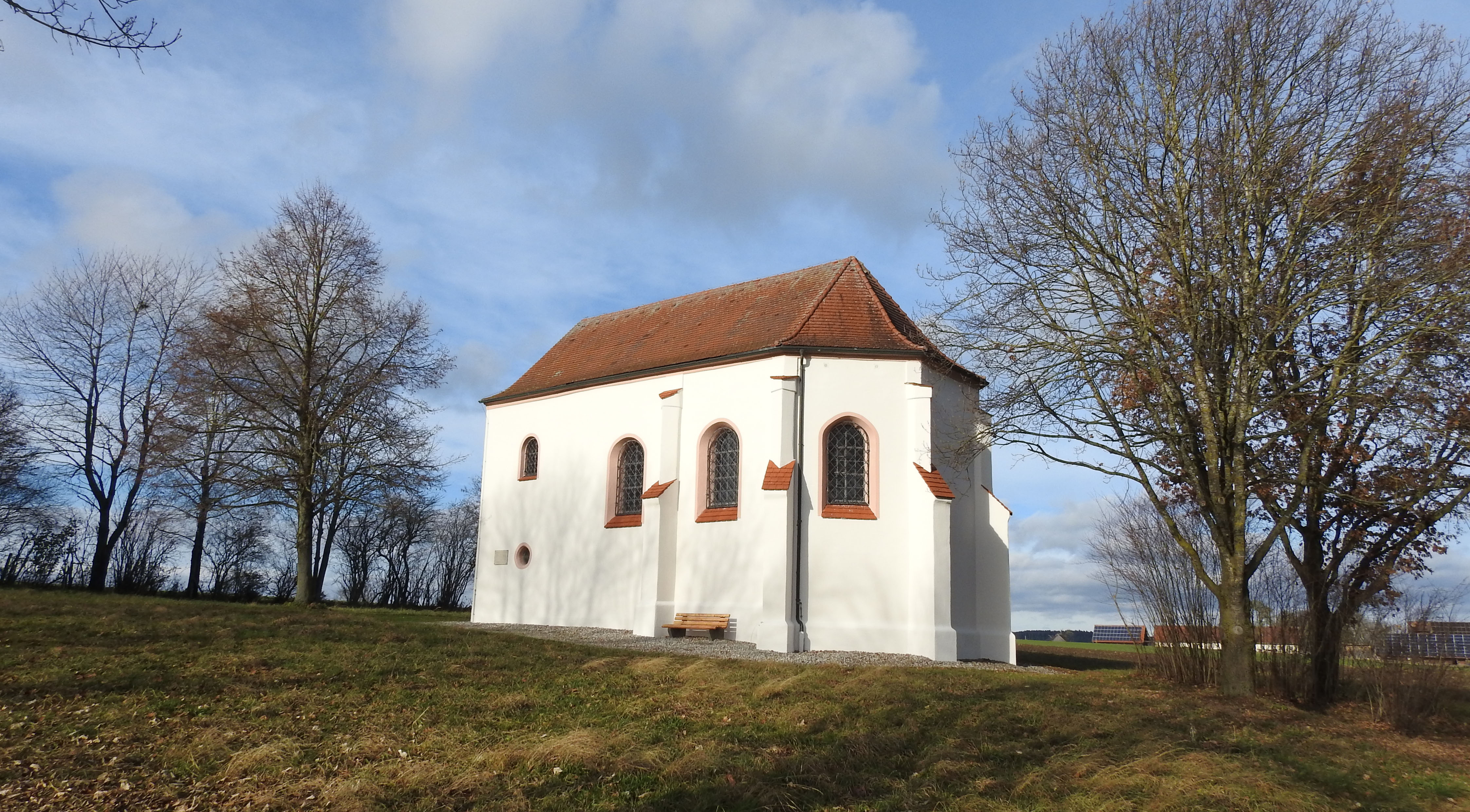
Kapelle St. Johannes

## Wirtschaft und Infrastruktur

### Wirtschaft einschließlich Land- und Forstwirtschaft
Am 30. Juni 2018 gab es in der Gemeinde 372 sozialversicherungspflichtige Arbeitsplätze; von der Wohnbevölkerung standen 467 Personen in einer versicherungspflichtigen Beschäftigung, so dass die Zahl der Auspendler um 95 höher war. Die 15 Betriebe bewirtschafteten eine landwirtschaftliche Fläche von 464 Hektar (Stand 2016).
Im Gewerbegebiet an der Bundesautobahn 96 haben sich mehrere Unternehmen aus dem nahen Memmingen angesiedelt, darunter die Azzett-Seifenfabrik und eine Außenstelle des Heizungsbauunternehmens Müller. Dort befindet sich auch eine McDonald’s-Filiale.

### Verkehr

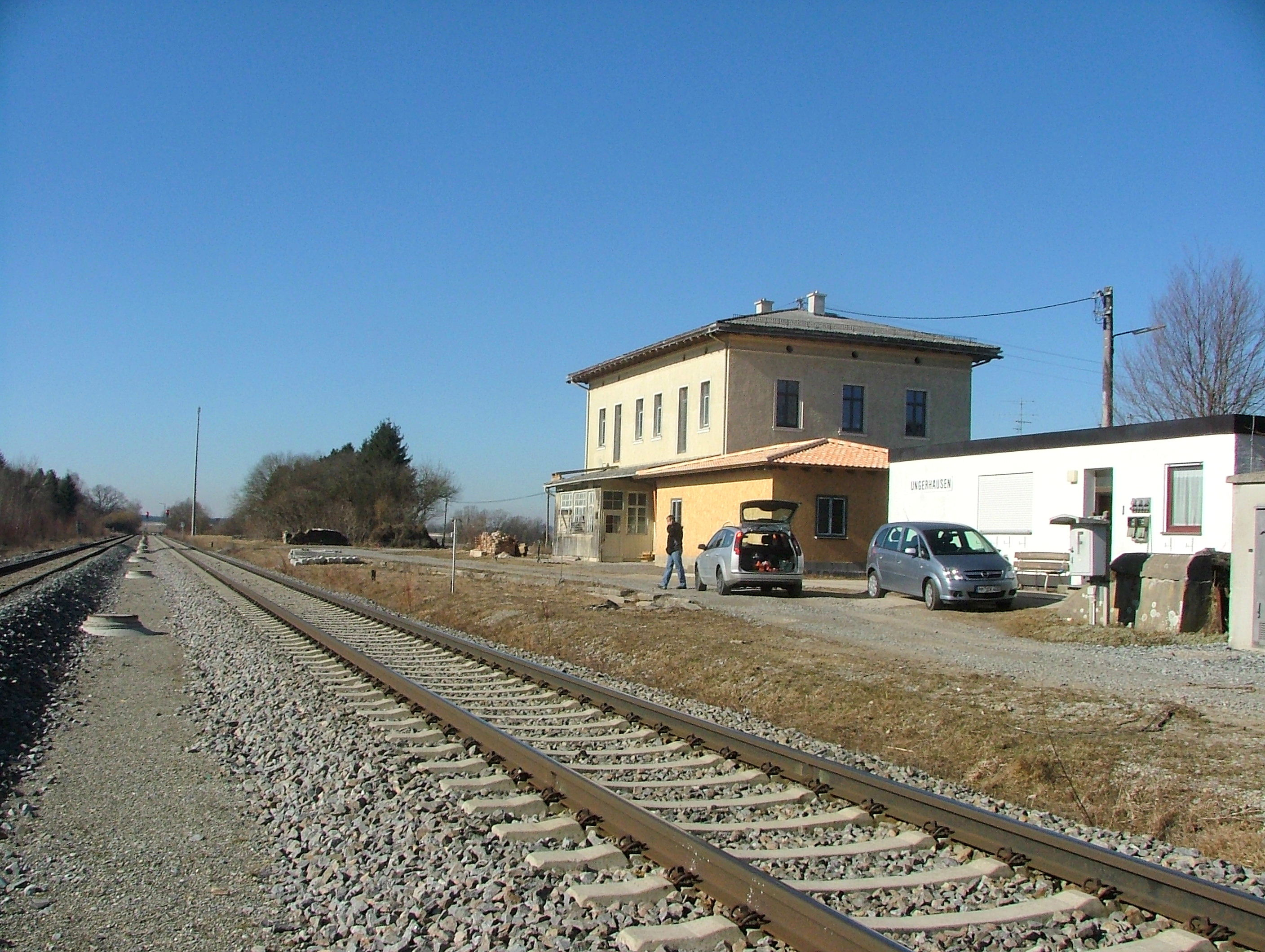
Bahnhof Ungerhausen

Der Ort liegt an der Bahnstrecke Buchloe–Memmingen. Der Bahnhof Ungerhausen, an dem die Günztalbahn nach Ottobeuren abzweigte, ist jedoch nur noch ein Betriebsbahnhof. Obwohl im Rahmen der Regio-S-Bahn Donau-Iller die erneute Einrichtung eines Haltepunktes diskutiert wurde, ist dies derzeit (Stand 2024) bei der Bayerischen Eisenbahngesellschaft nicht geplant.
Die nächsten Bahnhöfe stehen in Memmingen und Sontheim. 
Durch die Auffahrt Holzgünz zur Bundesautobahn 96 ist Ungerhausen an das überregionale Straßennetz angebunden.

### Bildung
Es gibt eine Kindertageseinrichtung mit 79 Plätzen und 68 Besuchern, davon 12 unter drei Jahren (Stand 1. März 2019).